# Баса (язык)
Баса (Ɓasaá) — бантоидный язык, один из языков Камеруна, распространён в Центральном и Прибрежном регионах (департаменты Ньонг и Келле, Нкам, Санага-Маритим). Алфавит на базе общекамерунского алфавита. Количество говорящих по оценке 2005 года составляет около 300 тыс. человек.

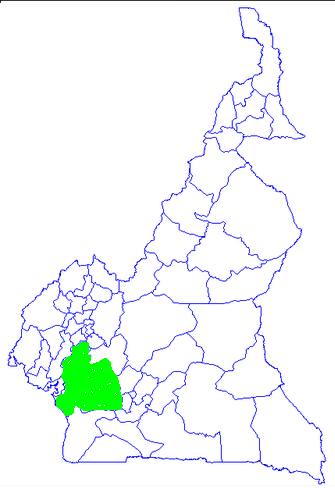
Район баса

| Алфавит баса | Алфавит баса | Алфавит баса | Алфавит баса | Алфавит баса | Алфавит баса | Алфавит баса | Алфавит баса | Алфавит баса | Алфавит баса | Алфавит баса | Алфавит баса | Алфавит баса | Алфавит баса | Алфавит баса | Алфавит баса | Алфавит баса | Алфавит баса | Алфавит баса | Алфавит баса | Алфавит баса | Алфавит баса | Алфавит баса | Алфавит баса | Алфавит баса | Алфавит баса | Алфавит баса | Алфавит баса | Алфавит баса | Алфавит баса | Алфавит баса | Алфавит баса | Алфавит баса |
| ------------ | ------------ | ------------ | ------------ | ------------ | ------------ | ------------ | ------------ | ------------ | ------------ | ------------ | ------------ | ------------ | ------------ | ------------ | ------------ | ------------ | ------------ | ------------ | ------------ | ------------ | ------------ | ------------ | ------------ | ------------ | ------------ | ------------ | ------------ | ------------ | ------------ | ------------ | ------------ | ------------ |
| A            | B            | Ɓ            | C            | D            | E            | Ɛ            | G            | Gw           | H            | Hy           | I            | J            | K            | Kw           | L            | M            | Mb           | N            | Nd           | Nj           | Ny           | Ŋ            | Ŋg           | Ŋgw          | O            | Ɔ            | P            | S            | T            | U            | W            | Y            |
| a            | b            | ɓ            | c            | d            | e            | ɛ            | g            | gw           | h            | hy           | i            | j            | k            | kw           | l            | m            | mb           | n            | nd           | nj           | ny           | ŋ            | ŋg           | ŋgw          | o            | ɔ            | p            | s            | t            | u            | w            | y            |